# Неделко Пишчевич
Неделко Пишчевич (на сръбски: Недељко Пишчевић) е сръбски футболист, който играе на поста дефанзивен полузащитник.

## Кариера
Пишчевич е бивш футболист на Синджелич Белград, Рад Белград, Явор Матис, Рига, Раднички Крагуевац и Борац Баня Лука
На 16 юни 2023 г. Неделко е обявен за ново попълнение на ЦСКА 1948. Дебютира на 15 юли при победата с 1:2 като гост на Левски (София).